# Carl Benz
Carl (hoặc Karl) Friedrich Benz (tiếng Đức: [kaʁl ˈfʁiːdʁɪç ˈbɛnts] ⓘ; tên khai sinh Karl Friedrich Michael Vaillant; 25 tháng 11 năm 1844 – 4 tháng 4 năm 1929) là một nhà thiết kế động cơ và kỹ sư ô tô người Đức.
Benz được coi là "cha đẻ của ô tô", cũng như là "cha đẻ của ngành công nghiệp ô tô".

## Cuộc đời
Benz sinh vào ngày 25 tháng 11 năm 1844 dưới tên là Karl Friedrich Michael Vaillant trong khu phố Mühlburg thuộc thành phố Karlsruhe ngày nay. Một năm sau khi sinh ra ông, mẹ là bà Josephine Vaillant thành hôn với cha của ông là Johann Georg Benz. Người lái tàu hỏa này mất năm 1846, một năm sau khi cưới. Tên ông trở thành Karl Friedrich Michael Benz, sau này ông đổi tên thành Carl Friedrich Benz.
Từ năm 1853 ông đi học trường trung học Gymnasium (tiếng Pháp: Lycée - trường lít xê) có xu hướng nghiên về khoa học tự nhiên tại Karlsruhe. Năm 15 tuổi Carl Benz thi đậu vào trường Đại học Bách khoa (sau này là trường Đại học Kỹ thuật) tại Karlsruhe vào ngày 30 tháng 9 năm 1860. Ông tốt nghiệp sau bốn năm học vào ngày 9 tháng 7 năm 1864. Ngày 20 tháng 7 năm 1872 ông thành hôn với bà Bertha Ringer.
Nhà kỹ sư chế tạo máy người Đức trở thành người tiên phong trong ngành công nghiệp ô tô. Ngày 25 tháng 11 năm 1914, Trường Đại học Kỹ thuật Karlsruhe đã trao tặng bằng tiến sĩ danh dự cho Carl Friedrich Benz.
Ông mất ngày 4 tháng 4 năm 1929 tại Ladenburg vì hậu quả của bệnh viêm phổi, thọ 84 tuổi.

## Karl hay Carl?
Cách viết tên của ông Benz vẫn còn gây rắc rối cho đến ngày nay. Nếu thành phố này có quảng trường Karl Benz thì làng lân cận lại có trường Carl Benz. Chính nhà tiên phong ô tô đã tự tạo ra sự lộn xộn trong chính tả này. Trong sổ khai sinh của Mühlburg, trong phần ngày 25 tháng 11 năm 1844, tên ông được ghi là Karl Friedrich Michael. Năm 1860 ông cũng đã tự viết tên mình là Karl Benz khi nhập học trường Đại học Bách khoa Karlsruhe và trong bằng phát minh đầu tiên của ông vào năm 1880 tên của ông cũng được viết là Karl Benz từ Mannheim. Cuối thế kỷ 19 việc viết tên họ Đức theo cách viết của tiếng Pháp trở thành mốt, Karlsruhe trở thành Carlsruhe và Karl Benz cũng từ đó thường ký tên là Carl Benz. Bằng phát minh kế tiếp của ông vào năm 1882 là bằng phát minh của Carl Benz ở Mannheim. Nhà máy ở Ladenburg của ông cũng hoạt động dưới tên là "Carl Benz Söhne KG" (Công ty hợp danh Carl Benz và các con).
Benz cung cấp cho cả "phái C" và lẫn "phái K" lý do chính đáng cho cả hai cách viết mà không có cách nào thật sự là sai cả. Công ty cổ phần Daimler đã quyết định viết theo lối "K" như là lối viết rõ ràng hơn trong lịch sử. Ít nhất thì cơ quan lưu trữ tiểu bang tại Karlsruhe cũng đã công nhận cách viết này dựa trên các ghi chú trong sổ khai sinh.

## Các phát minh kỹ thuật

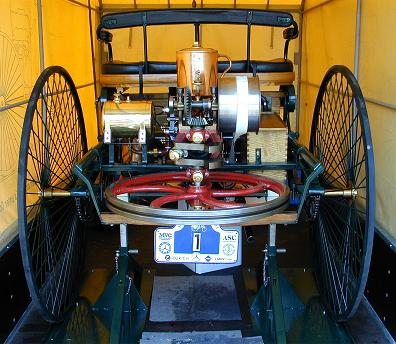
Xe của Carl Benz năm 1885 (chế tạo lại)

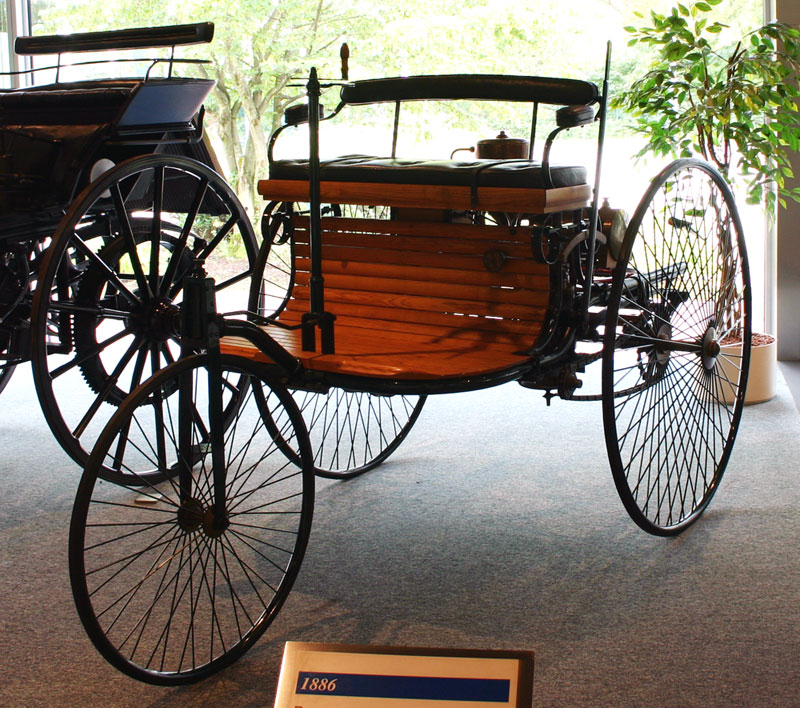
Xe được đăng ký bằng phát minh năm 1886

Trong khoảng thời gian 1878/1879 Benz đã phát triển một động cơ đốt trong hai thì và sau đó là một động cơ bốn thì loại nhẹ. Ông cũng đã phát triển hay cải tiến nhiều bộ phận khác của xe cơ giới như bộ truyền động vi sai, trục lái nối khuỷu, bộ phận đánh lửa (bu gi), bộ chế hòa khí, bộ làm mát bằng nước và hộp số.
Năm 1885 ông chế tạo chiếc "ô tô" đầu tiên, một chiếc xe 3 bánh với một động cơ đốt trong và bộ phận đánh lửa bằng điện chạy lần đầu trong Mannheim (Đức) vào năm 1886. Chiếc xe có 0,8 mã lực (0,6 kW) và đạt vận tốc nhanh nhất là 16 km/h.
Ngày 29 tháng 1 năm 1886 Carl Friedirch Benz đã viết lịch sử công nghiệp bằng cách đăng ký bằng phát minh số 37435 cho chiếc xe này tại Cơ quan quản lý bằng phát minh Đế chế (tiếng Đức: Reichspatentamt). Carl Benz đã bị nhiều chế giễu từ giới công khai vì công việc làm của ông. Chiếc xe này đã được chế giễu như là "cỗ xe không ngựa". Nhưng mặt khác tờ báo "Generalanzeiger der Stadt Mannheim" trong tháng 9 năm 1886 đã bình luận là "chiếc xe này sẽ có một tương lai tốt đẹp", vì nó "có thể sử dụng không phức tạp lắm và vì nó sẽ trở thành phương tiện chuyên chở rẻ tiền nhất với vận tốc nhanh cho các nhà doanh thương phải đi lại và cũng có thể cho cả khách du lịch". Carl Benz cũng nhận thấy tương tự như vậy và liên tục cải tiến xe của ông. Năm 1888 vợ của ông, Bertha Benz, thực hiện chuyến đi xa đầu tiên từ Mannheim về Pforzheim (Đức).
Năm 1888 nhờ tham gia vào cuộc "Triển lãm máy làm việc và máy năng lực" tại München (Đức) loại xe mới này ("thay thế hoàn toàn xe ngựa!") bắt đầu được biết đến bên ngoài nước Đức, thế nhưng những người có thể là khách hàng vẫn còn hoài nghi. Việc phổ biến ô tô bắt đầu tại Pháp, nước có hệ thống đường bộ tốt nhất thời bấy giờ. Các kiểu xe mới của Carl Benz được trình bày trong cuộc Triển lãm quốc tế tại Paris vào năm 1889.

## Các nhà máy của Carl Benz

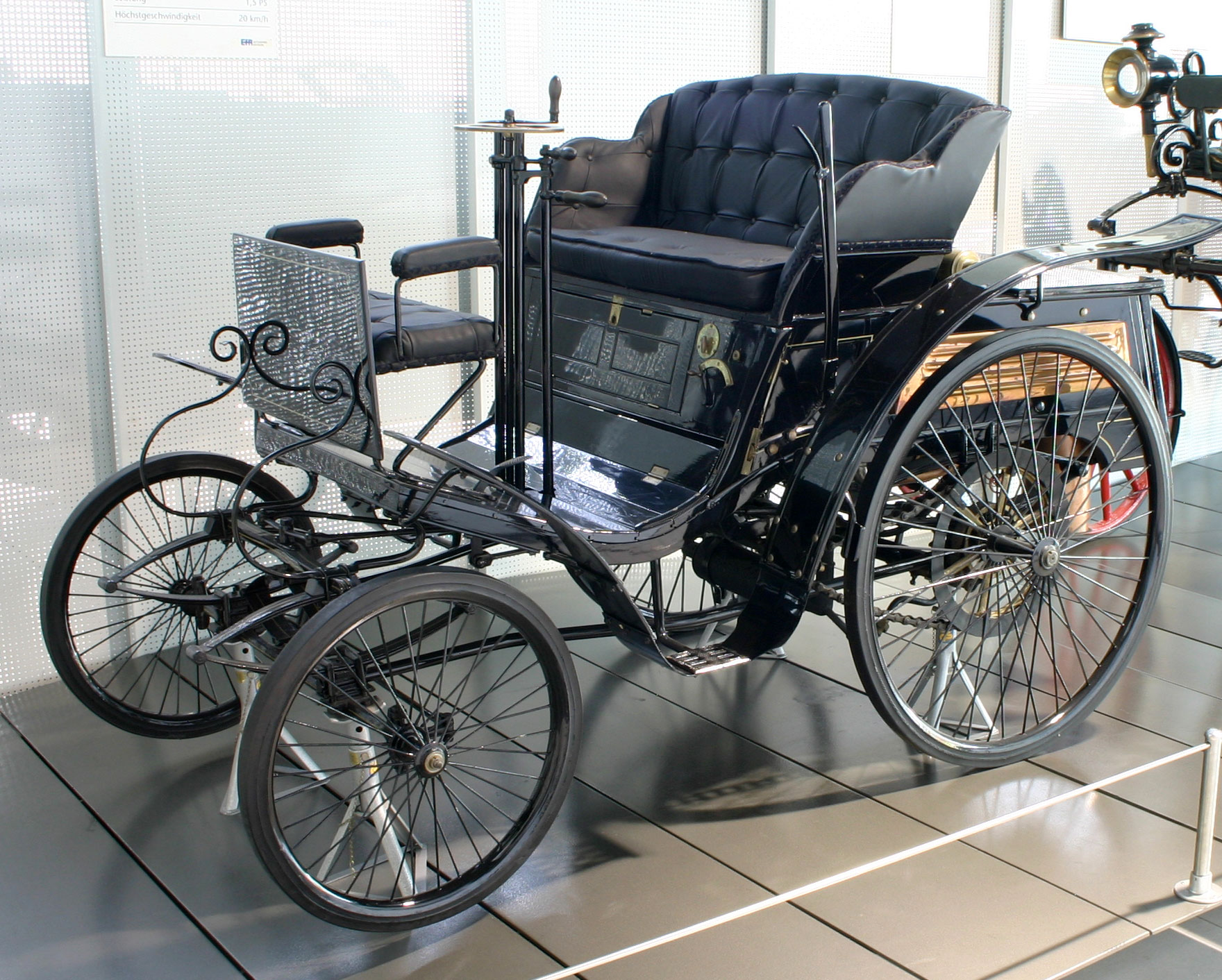
Xe "Velo" của Carl Benz, 1894, là xe được sản xuất hàng loạt đầu tiên

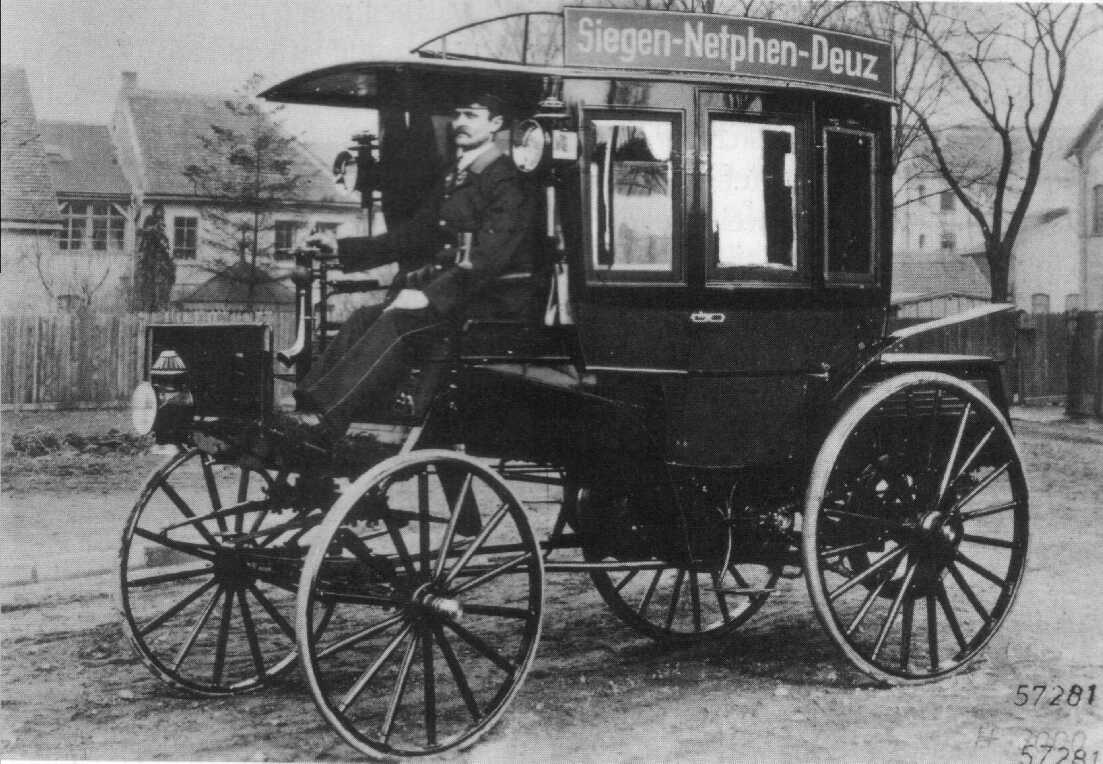
Chiếc xe buýt chạy xăng đầu tiên của thế giới do "Benz & Co." sản xuất

Năm 1871 Benz thành lập "Eisengießerei und mechanische Werkstätte" (Nhà máy đúc sắt và phân xưởng cơ khí), sau đó đổi tên thành "Fabrik für Maschinen zur Blechbearbeitung" (Nhà máy chế tạo máy gia công thép lá). Việc phát triển tốn kém dẫn đến ngân hàng yêu cầu ông phải chuyển nhà máy thành một công ty cổ phần và qua đó tên cũng được đổi thành "Gasmotorenfabrik in Mannheim" (Nhà máy động cơ khí tại Mannheim). Nhà thiết kế không nhận được nhiều sự đồng ý từ phía hội đồng giám sát cho những hoài bão của ông, vì thế Benz rời bỏ công ty và thành lập một công ty mới vào năm 1883, "Benz & Co. Rheinische Gasmotorenfabrik Mannheim" (Nhà máy động cơ khí Rhein Mannheim Benz & Co.) (từ 1899 là công ty cổ phần), là nhà máy ô tô lớn nhất thế giới vào khoảng năm 1900. Từ năm 1903 Benz không tham gia trực tiếp vào các công việc của nhà máy nữa. Ông cùng các con trai thành lập công ty "Carl Benz Söhne" (Carl Benz và các con) chuyên về sản xuất xe cơ giới. Năm 1926 hai công ty "Benz & Co. Rheinische Gasmotorenfabrik Mannheim" và "Daimler Motorengesellschaft" (Công ty động cơ Daimler) hợp nhất thành Daimler-Benz AG (Công ty cổ phần Daimler-Benz).
Benz chưa từng quen biết cá nhân với nhà thiết kế Gottlieb Daimler, người cùng với bạn là Wilhelm Maybach đã cho chạy chiếc mô tô đầu tiên (còn có bánh chống phụ) vào năm 1885 tại Cannstatt (Đức) và mất năm 1900.

## Xem thêm

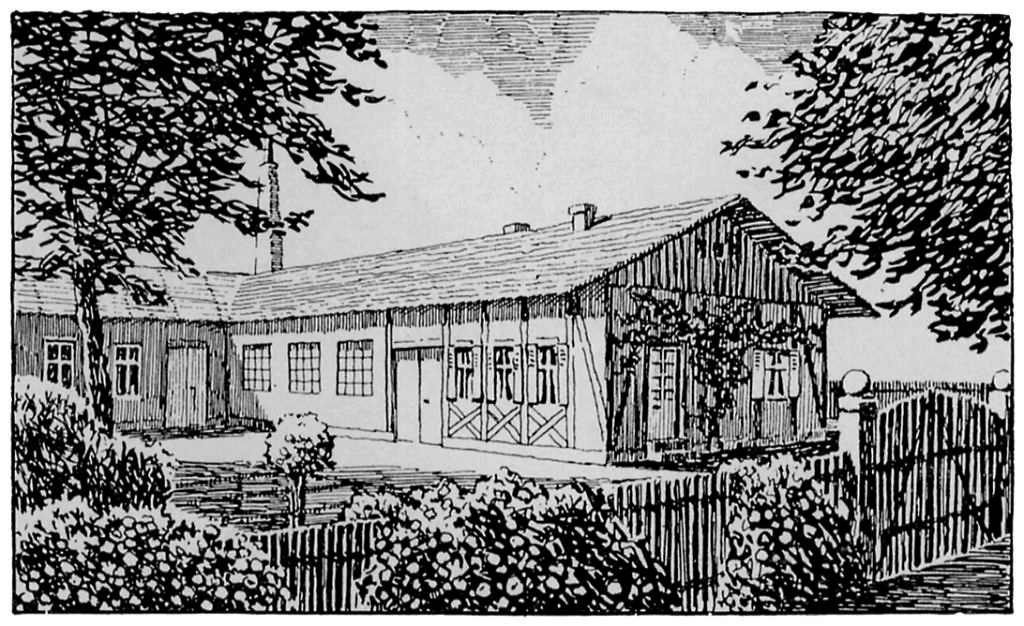
Carl Benz' workshop in Mannheim/Germany
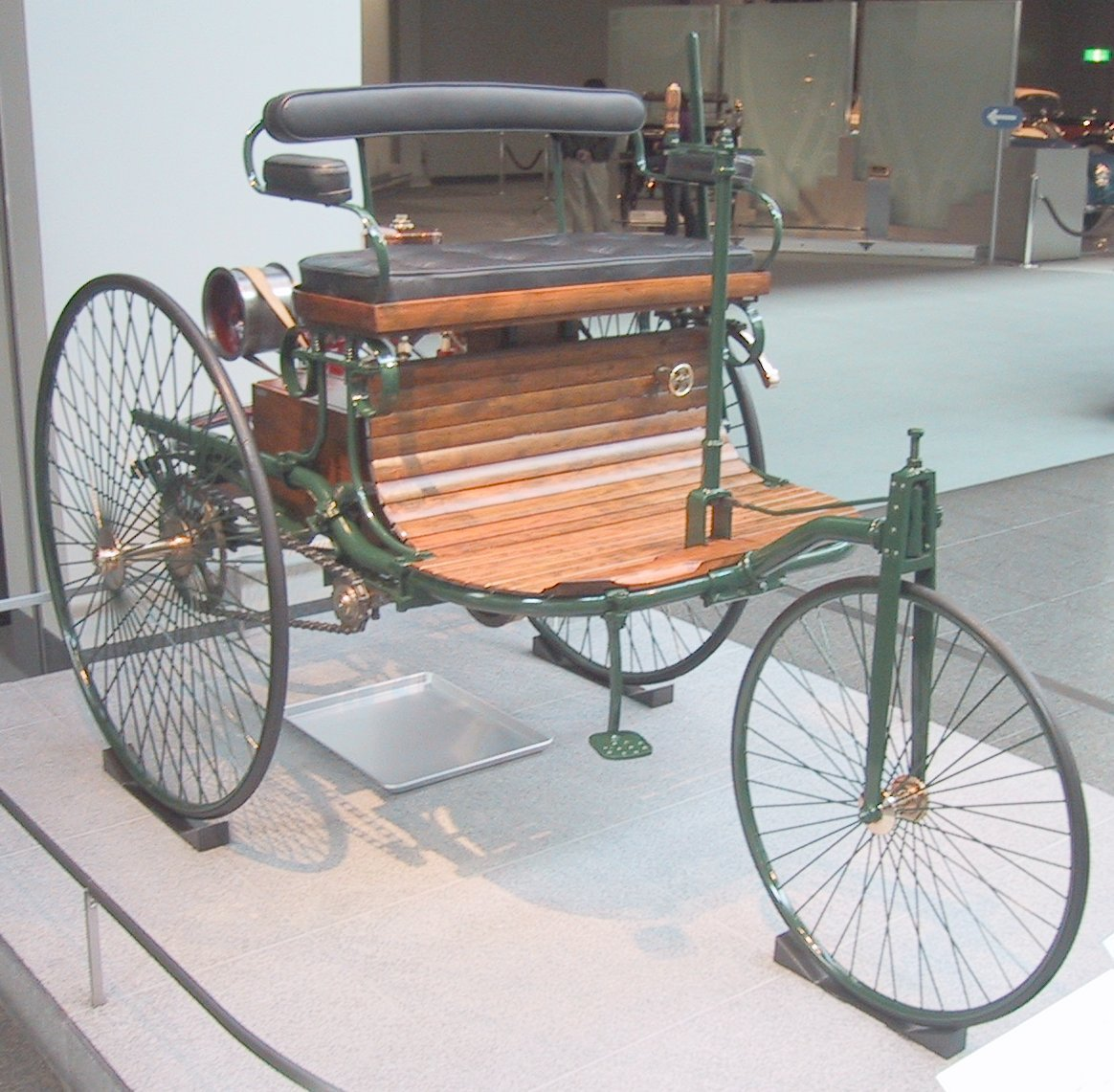
Replica of the Benz Patent Motorwagen built in 1885
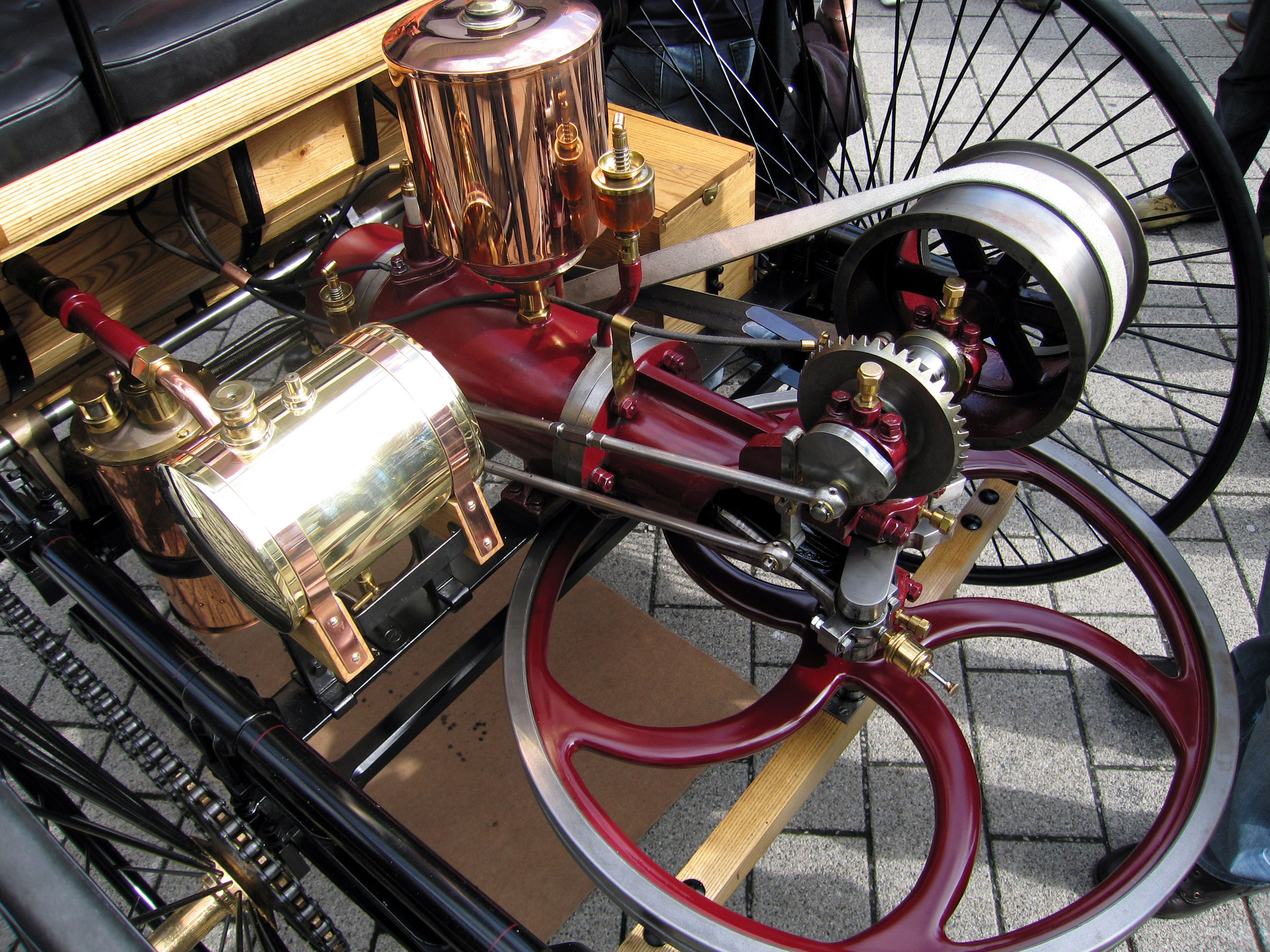
Engine of the Benz Patent Motorwagen
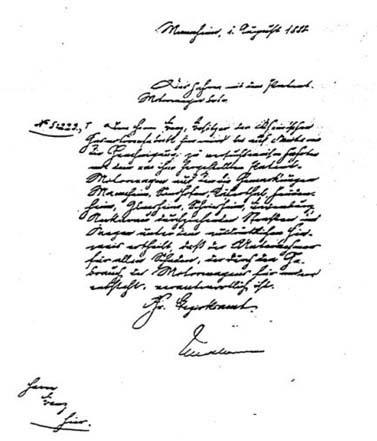
The world's first drivers' licence, issued to Carl Benz on ngày 1 tháng 8 năm 1888
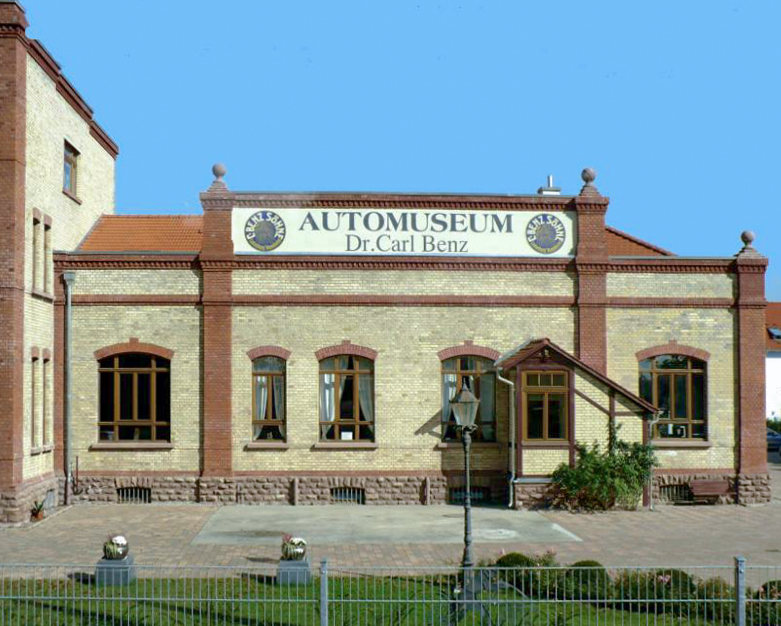
Automuseum Dr. Carl Benz in Ladenburg/Germany
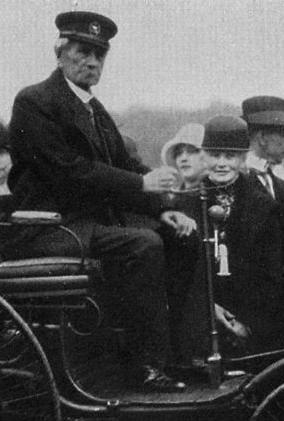
Carl and Bertha Benz
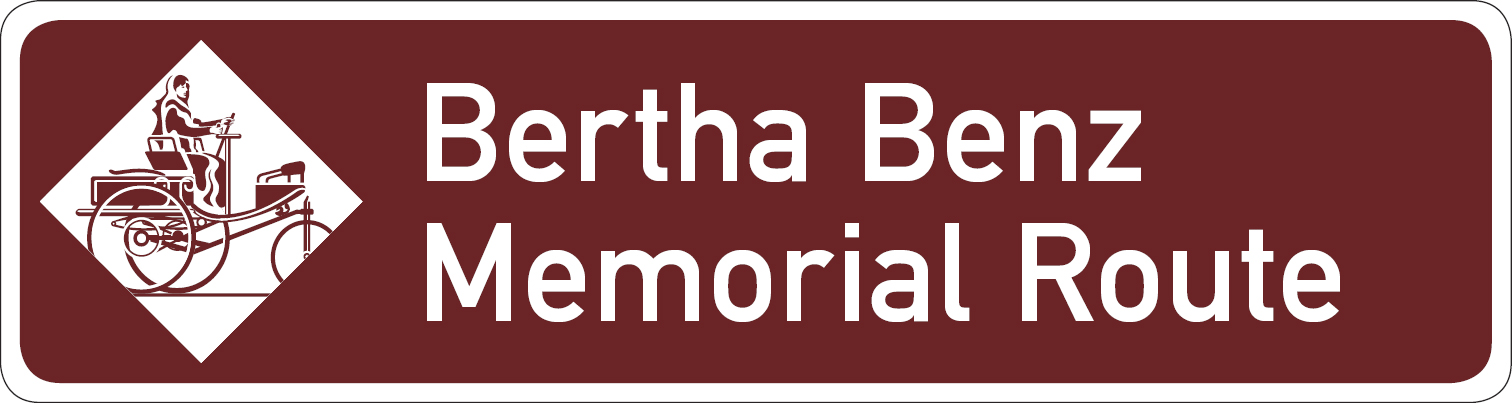
Official sign of Bertha Benz Memorial Route, commemorating the world's first long distance journey with a Benz Patent Motorwagen in 1888
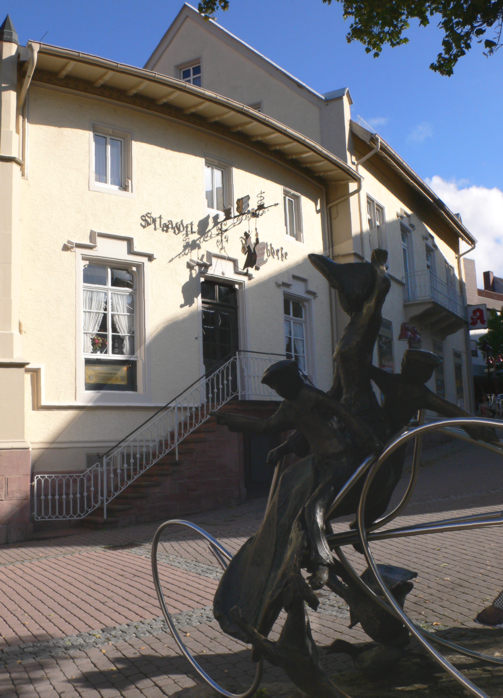
The World's first Filling-Station, the City Pharmacy in Wiesloch/Germany
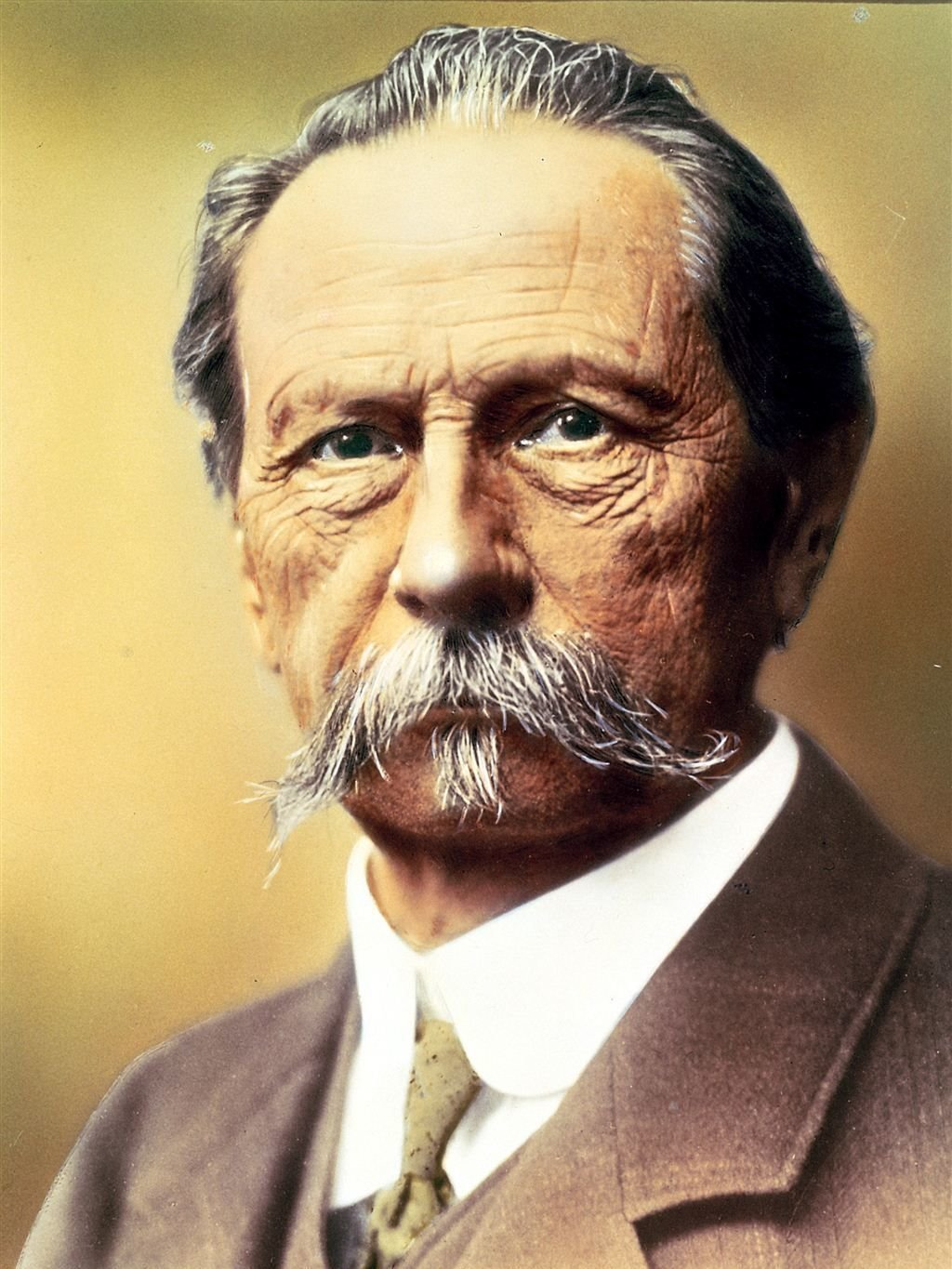